# اكتشاف وتطوير ناهضات بيتا 2
ناهضات بيتا 2 هي مجموعة دوائية تمارس تأثيرها بشكل انتقائي على مستقبلات بيتا 2 الموجودة في الرئتين مسببة توسّعا قصبيًا. تُستخدَم ناهضات بيتا 2 لمعالجة الربو وداء الانسداد الرئوي المزمن، وهما مرضين يسببان تضيقًا في المجاري التنفسية. قبل اكتشاف هذه المجموعة الدوائية، كان يُستخدَم ناهض بيتا غير الانتقائي إيزوبرينالين. كان الهدف من هذا التطور الدوائي على مدار السنوات هو تقليل الأعراض الجانبية وتحقيق انتقائية ومدة فعالية أعلى. إن آلية العمل مفهومة بشكل جيد وقد سهلت الوصول إلى هذا التطور الدوائي. إن بنية الموقع الرابط وطبيعة الارتباط معروفة جيدًا أيضًا، وكذلك الأمر بالنسبة لعلاقة الفعالية بالبنية.

## تاريخ
طُوِّرت ناهضات بيتا 2 الانتقائية في القرن العشرين، وهي مجموعة دوائية ذات قيّمة عالية. عام 1901، نجح جوكيتشي تاكامين بعزل هرمون الأدرينالين ، المعروف أيضًا باسم الإبينفرين. عام 1890، أُعطِي الأدرينالين لأول مرة لمرضى الربو عن طريق الفم. كان له تأثير ضئيل أو معدوم لأنه يُستقلَب في الجهاز الهضمي مما يُبطِل فعاليته. عام 1930، أُعطي الإبينفرين لأول مرة تحت الجلد واكتشِف أن له تأثير إيجابي على الربو. عندما يُعطَى الأدرينالين تحت الجلد فإنه يؤثر على الجسم كله مؤديًا إلى حدوث تأثيرات جانبية مختلفة مما يقلل من قيمة هذا العلاج. جُرِّب طريق الاستنشاق في وقت لاحق، وأدى إلى حدوث تأثيرات سلبية أقل بكثير، ولكن لا يزال له تأثيرات جانبية غير مريحة مثل الخوف، والقلق، والأرق، والصداع، والدوار، والخفقان.
عام 1940، اكتشِف إيزوبروتيرينول (إيزوبرينالين). كان لهذا المركب تأثير مشابه للأدرينالين، لكن مع تأثيرات جانبية أقل. في عام 1949، استخدِم إيزوبروتيرينول بشكل عام لعلاج مرضى الربو عن طريق الاستنشاق أو الإعطاء تحت اللسان. طُرِح أول جهاز استنشاق بجرعات مُقاسَة مضغوطة عام 1956. كان هذا أكثر ملاءمة للمرضى من أجهزة الاستنشاق التي كانت تستخدم في السابق. تطورت تقنية أجهزة الاستنشاق بالجرعات المقاسة المضغوطة بسرعة في سبعينيات القرن العشرين.
عام 1967، تبين أن مستقبل بيتا 2 كان مسؤولاً عن توسع القصبات مما أدى إلى تطوير المزيد من الأدوية الانتقائية. عام 1961، اكتشِف أورسيبرينالين، وهو ناهض بيتا 2 ذو فعالية أطول، لكنه لم يكن بنفس قوة إيزوبروتيرينول. لا يحتوي أورسيبرينالين على بنية الكاتيكول التي كانت السبب وراء مدة الفعالية الأطول. في منتصف ستينيات القرن العشرين، اكتشِف ألبوتيرول أو سالبوتامول، تلاه تريبوتالين وفينوتيرول بعد بضع سنوات. أعطى ألبوتيرول وتيربوتالين تأثيرات جانبية أقل، مثل زيادة معدل ضربات القلب، بالمقارنة مع أيزوبروتيرينول. اكتشفت شركة الأدوية غلاكسو عقار سالميتيرول، وهو ناهض بيتا 2 ذو فعالية طويلة وله تأُثير موسع للقصبات يستمر مدة تصل إلى 12 ساعة. سُوِّق له عام 1990. سُوِّق لفورموتيرول، وهو ناهض بيتا 2 ذو فعالية طويلة، بعد فترة وجيزة. جعلت مدة الفعالية الطويلة علاج الربو الحاد وداء الانسداد الرئوي المزمن أكثر ملاءمة للمرضى لأنه يُستنشَق مرتين في اليوم. عام 2013، سُوِّق لناهض بيتا 2 آخر ذو فعالية طويلة هو فيلانتيرول. تستمر فعاليته مدة 24 ساعة مما يحسن امتثال المرضى للعلاج ويجعل العلاج أكثر ملاءمة.

## الاستخدام السريري

### الربو
تستعمل ناهضات بيتا 2 لعلاج الربو، وهو مرض التهابي في المجاري التنفسية. يجعل هذا الالتهاب القصبات الهوائية حساسة لبعض العوامل البيئية التي تسبب تقبضًا في القصبات. عندما يحدث هذا التقبض، تضيق المجاري التنفسية وتسبب أعراضًا مثل الصفير، وضيق الصدر، وضيق التنفس، والسعال. تتقلص العضلات الموجودة في المجاري التنفسية، وتبدأ الخلايا الموجودة في هذه المجاري بإنتاج مخاط أكثر من المعتاد مما يزيد من تضيق المجاري التنفسية. غالبًا ما تبدأ الأعراض في مرحلة الطفولة، ولكن يمكن أن تبدأ في أي عمر.

### داء الانسداد الرئوي المزمن
تُستخدم كل من ناهضات بيتا 2 قصيرة وطويلة الأمد لعلاج داء الانسداد الرئوي المزمن. يسبب داء الانسداد الرئوي المزمن محدودية في تدفق الهواء في الرئتين بسبب الالتهاب. التدخين هو عامل الخطر الرئيسي، ولكن استنشاق الجزيئات والغازات السامة المؤذية يمكن أن يسبب هذا الداء أيضًا. تتمثل الأعراض في إنتاج غير طبيعي للمخاط، وتمدد في الرئتين يؤدي إلى الحد من تدفق الهواء، وتبادل غير طبيعي للغازات، وارتفاع ضغط الدم الرئوي. يعتبر داء الانسداد الرئوي المزمن أكثر شيوعًا بين الأشخاص الذين تزيد أعمارهم عن 50 عامًا والذين لديهم تاريخ طويل من التدخين. تكون الأعراض في البداية خفيفة ولكنها تزداد سوءًا بمرور الوقت.

### استعمال
هناك نوعان من ناهضات بيتا 2، طويلة وقصيرة الأمد. كلاهما يُستنشقان ويُعطيان بواسطة أجهزة الإرذاذ. غالبًا ما تُعطَى ناهضات بيتا 2 طويلة الأمد مع الكورتيكوستيرويدات من أجل علاج الربو. تستخدم ناهضات بيتا 2 قصيرة الأمد لعلاج الربو المُحرَّض بالتمرين، وتُعطَى أيضًا لمرضى الربو من أجل الحصول على تحسن سريع للأعراض. تؤخذ قبل التمرين بمدة 10 - 15 دقيقة. يبدأ توسع القصبات بعد دقائق قليلة من استنشاق ناهضات بيتا 2 قصيرة الأمد، ويستمر من 4 إلى 8 ساعات. لا يُشجَّع على إعطاء ناهضات بيتا 2 طويلة الأمد من أجل علاج الربو الحاد المُحرَّض بالتمرين لأن استخدامها المزمن قد يُقنِّع الربو غير المضبوط.